# Apollodore (peintre)
Pour les articles homonymes, voir Apollodore.
Apollodore, Apollodorus, Apollodoros ou Apollodore d'Athènes (en grec ancien : Ἀπολλόδωρος), est un peintre athénien du Ve siècle av. J.-C..

## Biographie
Actif durant la 93e olympiade (408 av. J.-C.), il fut surnommé « le Skiagraphe » (ο σκιαγράφος, littéralement « le peintre d'ombre» ou « le peintre des ombres ») car il fut le précurseur de l'insertion de la lumière et de l'ombre, révolutionnant ainsi la peinture grecque. Zeuxis, son rival, perfectionna ses découvertes.

## Œuvres
Aucune de ses œuvres ne subsiste.
- œuvre représentant un prêtre en adoration devant la statue d'un dieu (selon Pline)[3]
- œuvre représentant Ajax frappé par la foudre (selon Pline)[3]